# Pro-Am

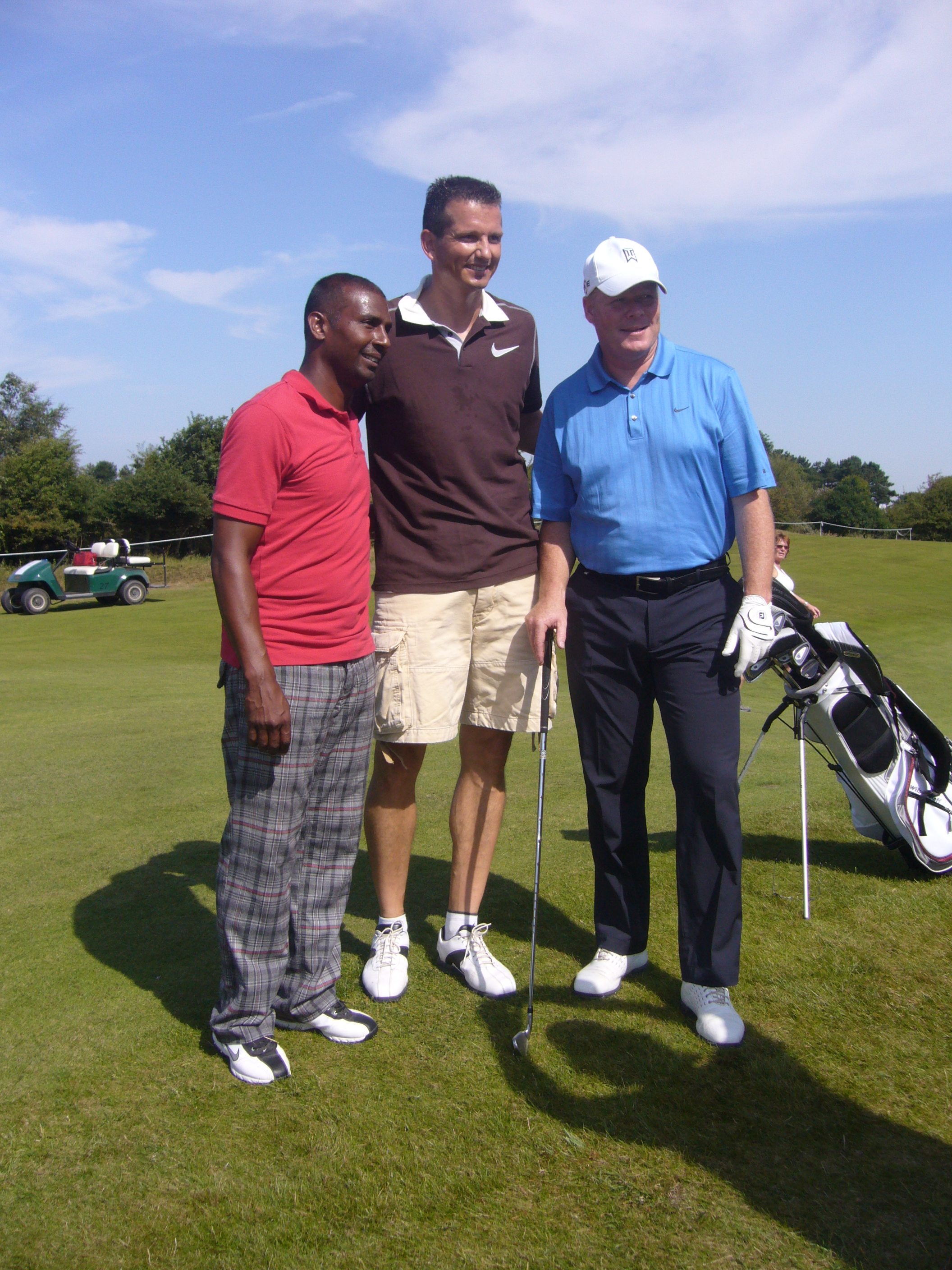
Aron Winter, Richard Krajicek en pro Jarmo Sandelin, KLM Open 2009

Een Pro-Am is een golfwedstrijd waarbij teams tegen elkaar spelen. Ieder team bestaat uit een golfprofessional en één of meerdere amateurs.
Op de dag voor de toernooien van de Europese Tour, de Challenge Tour en de Ladies Tour wordt altijd een Pro-Am gespeeld, soms zelfs twee of drie. Teamleden zijn dan meestal sponsors, bekende personen of nuttige clubleden, die op deze manier door de club bedankt worden. 

De teamscore bestaat uit de beste netto score van één of twee teamleden. Tegenwoordig wordt er vaak een Texas-scramble gespeeld. waarbij iedereen zijn eigen bal slaat. Daarna wordt gekozen wiens bal het beste ligt, en vanaf die plaats mogen dan alle teamleden hun volgende slag slaan. Dit bevordert het speltempo.
Ook voor grote nationale toernooien wordt meestal een Pro-Am georganiseerd, zoals voor het Nationaal Open, het NK Matchplay, de Twente Cup, de PGA Benelux Trophy, de Interland Holland - België en het Omnium. In de Verenigde Staten hebben veel toernooien ook een Pro-Am op zaterdag, hieraan doen de professionals mee die zich niet door het weekend hebben gekwalificeerd.
Naast deze Pro-Ams die verbonden zijn aan een groot toernooi, zijn er ook Pro-Ams die op zichzelf een toernooi zijn. De bekendste zijn:
- AT&T Pebble Beach National Pro-Am (1937-heden)
- Memorial Tournament, onderdeel van de Amerikaanse PGA Tour (1976-heden).
- Alfred Dunhill Links Championship in Schotland (2001-heden), onderdeel van de Europese PGA Tour; Johan Cruijff en Robert-Jan Derksen doen hier vaak aan mee.
- Rolex Pro-Am in Genève (1976-heden)
- Leman Pro-Am bij het meer van Genève (1990-1992)
- Dutch Senior Open (2010-2012), zelfde formule als de Pebble Beach en de Alfred Dunhill Links.
- Deauville Pro-Am sinds 2011

Tegenwoordig worden er ook Pro-Ams georganiseerd in vakantie-oorden, en komen teams uit allerlei landen naar zo'n internationaal toernooi toe. Dergelijke toernooien zijn meestal in Portugal, Spanje of Turkije.